# اشنبرگن
اشنبرگن (به آلمانی: Eschenbergen) یک شهر در آلمان است که در Gotha واقع شده‌است. اشنبرگن ۷۶۲ نفر جمعیت دارد.